# Geoff Lawton
Geoff Lawton – konsultant, projektant i instruktor permakultury, posiada dyplom z projektowania permakulturowego. Od 1995 specjalizuje się w edukacji projektowaniu i realizacji projektów, wprowadzaniu systemów, administracji i rozwoju wspólnot.
W 1996 otrzymał nagrodę za wkład w rozwój społeczności permakulturowych w Australii i na świecie, Permaculture Community Services Award.
Od 1985 Lawton udzielał konsultacji, projektował, był instruktorem kursów i realizował projekty w 17 krajach świata, a jego klientami były organizacje rządowe, pozarządowe, międzynarodowe, społeczności i osoby prywatne. W jego kursach wzięło udział ponad 6000 słuchaczy z całego świata. 31 marca 2012 Geoff Lawton wystąpił na konferencji TEDx w Adżmanie.
Dzięki jego technice poprawy jakości gruntu Lawton był w stanie osiągnąć rezultaty w krótkim czasie. Stan "przed" i "po" ukazują dwa filmy dokumentalne Greening the Desert nakręcone w pobliżu arabskiego miasta Jerycho.
Celem Lawtona jest utworzenie łatwych do powielenia terenów pokazowych, aby międzynarodowe akcje pomocowe mogły skopiować je jak najszybciej i rozwiązać rosnący kryzys żywnościowy i braki wody.

## Permaculture Research Institute
W październiku 1997 przechodzący na emeryturę Bill Mollison poprosił Geoffa Lawtona o utworzenie i prowadzenie nowego instytutu badań nad permakulturą na 147-akrowej (0,59 km²) Farmie Tagari. Zagospodarowanie terenu zajęło Lawtonowi trzy lata, po czym założył The Permaculture Research Institute jako światowe centrum współpracy przy projektach permakultury. Instytut jest organizacją non-profit. Mieści się na farmie Zaytuna we wsi The Channon w północnej części Nowej Południowej Walii w Australii. Lawton jest menadżerem Instytutu.
Instytut założył podobną organizację w USA, PRI USA, o statusie organizacji dobroczynnej wolnej od podatku (§501(c)(3)). W planach jest założenie instytutów w Jordanii, Kanadzie, Chile, Turcji i Afganistanie.

## Artykuły
- Brick & Tile Permaculture, Permaculture International Journal nr 51, czerwiec-sierpień 1994
- The Sleeping Jaguar (współautor), Permaculture International Journal
- Ecuador (współautor), Permaculture International Journal
- Permaculture Aid in the Balkans, Permaculture International Journal
- Future Food Security, Green Connections

## Filmy
- Establishing a Food Forest (2008) (90 minut)
- Permaculture Soils (2010) (97 minut)
- Introduction to Permaculture Design (90 minut)
- Harvesting Water the Permaculture Way (80 minut)
- Urban Permaculture (95 minut)
- Greening The Desert
- Greening The Desert II (37 minut)